# (3077) Henderson
(3077) Henderson (1982 SK) – planetoida z pasa głównego asteroid okrążająca Słońce w ciągu 3,36 lat w średniej odległości 2,24 j.a. Odkryta 22 września 1982 roku.